# Chmelnyckoperejaslavský rajón
Chmelnyckoperejaslavský rajón (ukrajinsky Переяслав-Хмельницький район) byl rajón v Kyjevské oblasti na Ukrajině. Hlavním městem byl Perejaslav a rajón měl přibližně 27 tisíc obyvatel. 